# يوسف إدريسي
يوسف إدريسي (بالفرنسية: Youssef Idrissi)‏ مواليد 19 يناير 1988 في أفينيون، هو لاعب كرة قدم مغربي، فرنسي المولد. يلعب كلاعب وسط لصالح نادي أورياك أرباجون كونتال أوفيرني، وقد بدأ مساره مع نادي سانت إتيان.

## المسيرة الاحترافية

### أندية لعب لها
- نادي لوكوموتيف صوفيا

## روابط خارجية
- يوسف إدريسي على موقع قاعدة بيانات كرة القدم.إي يو (الإنجليزية)
- يوسف إدريسي على موقع Soccerway.com (الإنجليزية)